# Microclin
Microclin  (KAlSi3O8) là một khoáng vật silicat tạo đá magma quan trọng. Nó là một dạng fenspat kiềm giàu kali có cấu trúc khung.  Microclin điển hình chứa một lượng nhỏ natri. Nó phổ biến ở granit và pegmatit. Microclin hình thành trong quá trình nguội từ từ của orthoclas; nó bền hơn ở nhiệt độ thấp hơn so với orthoclas. Sanidin là một dạng fenspat kiềm đa hình bền hơn ở nhiệt độ cao hơn. Microclin có thể trong suốt, trắng, vàng nhạt, đỏ gạch, hoặc xanh lá cây; nó thường có đặc điểm riêng bởi song tinh có dạng lưới, kết quả từ việc chuyển hóa từ  orthocla đơn nghiêng sang microlin ba nghiêng.
Microlin có thể có thành phần hóa học giống với orthocla đơn nghiêng, nhưng bởi vì nó thuộc hệ tinh thể ba nghiêng nên góc của lăng trụ nhỏ hơn góc vuông, vì  thế tên microlin từ tiếng Hy Lạp có nghĩa là dốc nhỏ. Nó là dạng ba nghiêng của fenspat kali và lưỡng hình với orthocla. Microlin giống hệt với orthocla ở nhiều đặc điểm vật lý, có thể phân biệt qua kính tia X hoặc kiểm tra quang học Khi nhìn dưới kính hiển vi phân cực, microlin thể hiện song tinh kép có dạng lưới đặc trưng.

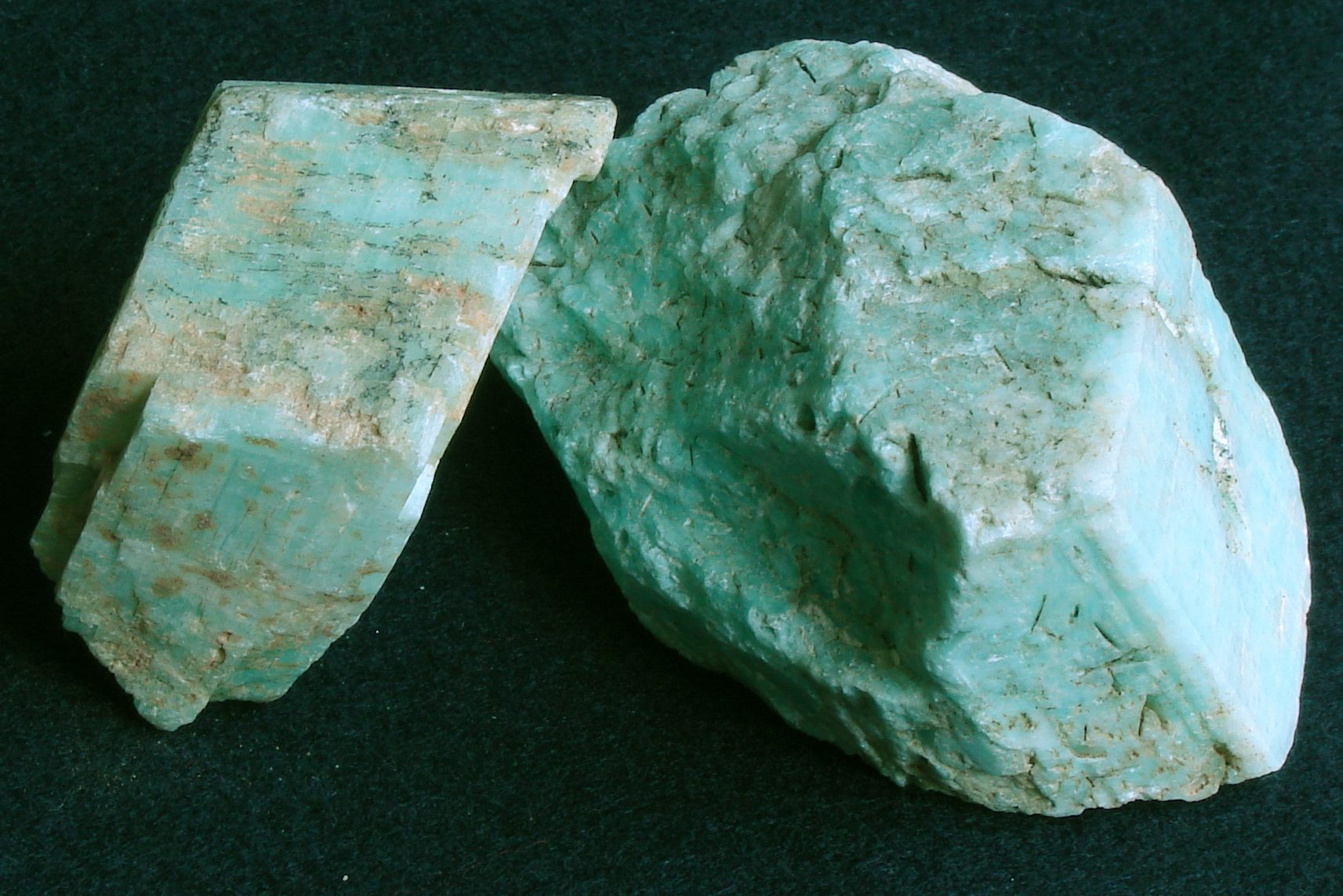
Fenspat (Amazonit)

Perthit là microlin hoặc orthocla với những lá mỏng albit tách dung dịch.
Đá amazon, hoặc amazonit, là một dạng màu xanh lá cây rất đẹp của microlin. Nó không được tìm thấy ở bất cứ đâu ở vùng Amazon, tuy nhiên các nhà thám hiểm Tây Ban Nha khi đặt tên cho nó đã nhầm với một khoáng vật màu xanh lá khác của vùng này.
Tinh thể lớn nhất của microlin được tìm thấy ở Mỏ Devils Hole Beryl, Colorado, Hoa Kỳ và có kích thước ~50x36x14 m. Đây có thể là một trong những tinh thể lớn nhất mà đã được tìm thấy trong số tất cả các khoáng vật

## Tham chiếu
1. ↑  P. C. Rickwood (1981). "The largest crystals" (PDF). American Mineralogist. Quyển 66. tr. 885–907.

- Alkali feldspars U. Texas Lưu trữ ngày 26 tháng 8 năm 2005 tại Wayback Machine
- Mindat